# 職人歌合
職人歌合（しょくにんうたあわせ）は、職人を題材とした日本中世の歌合。歌、判詞のみでなく職人の姿絵も描かれていることから職人歌合絵巻、職人尽絵（—づくしえ）、職人歌合絵草子（—えぞうし）とも呼ばれる。鎌倉時代、室町時代のもの各2種計5作品が知られている。

## 概要
中世に流行した歌合の一種。詠者が左右に分かれてそれぞれが職人に仮託し、題材に沿って詠んだ和歌とその判詞が収められている。以下の4種5作品が知られており、それ以外に詠まれた痕跡は見られないとされる。
鎌倉時代
- 『東北院職人歌合』（とうほくいん−） 1214年（建保2年）ごろ
  - 題：月・恋、判者：経師
  - 5番本（曼殊院旧蔵本（東京国立博物館蔵、重要文化財）、高松宮家本、アメリカ・フリーア美術館本、5番、10職種、20首）
  - 12番本（群書類従本、12番、24職種、48首）
- 『鶴岡放生会職人歌合』（つるがおかほじょうえ−、12番、24職種、48首） 1261年（弘長元年）ごろ
  - 題：月・恋、判者：八幡宮神主

室町時代
- 『三十二番職人歌合』（さんじゅうにばん−、32番、64職種、128首） 1494年（明応3年）ごろ
  - 題：花・述懐、判者：勧進聖（庵室の弁説上人）
- 『七十一番職人歌合』（しちじゅういちばん−、71番、142職種、284首） 1500年（明応9年）ごろ
  - 題：月・恋

## 内容と作成意図
13世紀頃から日本で台頭しつつあった職人（当時「職人」という言葉は一般的でなかった）に仮託した歌合を、『佐竹本三十六歌仙絵巻』、『上畳本三十六歌仙絵巻』（13世紀）の似絵の描法・構図を借用して構成されている。
貴族が自分たちとは異なる世界の人々を詠ったもので、伝統的な和歌とは趣の違う狂歌に分類されている。序、題、作者、判者、和歌、判詞の順に記され、絵と詞とを分けて描かれた『東北院職人歌合』と、絵が主、詞が従となり、姿絵の余白に詞が書き込まれた御伽草子絵巻風のものとがある。『七十一番職人歌合』では「画中詞」と呼ばれる職人同士の会話や口上も描かれており、当時の職人風俗や時代背景を知る上で貴重な資料となっている。
『東北院職人歌合』の序には、1214年（建保2年）9月13日夜に東北院で行われた念仏会に集まった「道々の者」が、和歌、連歌に興じる貴族に対抗してその思い出に歌合を催したと記されている。時代が下るに従って扱う職種を増やしつつ、より多くの下層民がとり入れられる。『七十一番職人歌合』と成立の近い『洛中洛外図（歴博甲本）』（1525年（大永5年）以前）、『調度歌合絵』（1524年（大永4年））、『扇歌合絵』、『四生の歌合』との相関性などにも関心がもたれている。
こうした職人歌合類作成の背景には、和歌を介して貴族層に従属する職人たちを結縁させ、後鳥羽院など災いをもたらしていたと考えられていた怨霊に対する鎮魂を目的としていたとする呪術的意図が考えられている（岩崎 1987）。
江戸時代に入ると宗教的意味合いが薄まり職人歌合は博物学的関心が強まり、刊本や洛中洛外図や浮世絵などへの美術的影響も見られる。こうした中で菱川師宣の『和国諸職絵尽』（1685年（貞享2年））、『人倫訓蒙図彙』（1690年（元禄3年））、鍬形蕙斎の『近世職人尽絵詞』（1805年（文化2年））など、浮世絵師による職人尽へと展開していった。

## 関連書籍
- 『東北院職人歌合』『鶴岡放生会職人歌合』『三十二番職人歌合』『七十一番歌合』 in 塙保己一編 編『群書類従28 雑部』続群書類従完成会（八木書店）、1959年。ISBN 978-4797100310。
- 石田尚豊編、東京国立博物館、京都国立博物館、奈良国立博物館監修『職人尽絵』至文堂〈日本の美術132〉、1977年。 NCID BN10143189。OCLC 28975412。
- 岩崎佳枝『職人歌合―中世の職人群像』平凡社、1987年。ISBN 9784582841145。
- 網野善彦『職人歌合』岩波書店、1992年。ISBN 978-4000042550。
- 岩崎佳枝, 高橋喜一, 網野善彦, 塩村耕校注 『七十一番職人歌合・新撰狂歌集・古今夷曲集』, 新日本古典文学大系 61, 岩波書店 (1993/03). ISBN 978-4002400617